# 22426 Mikehanes
22426 Mikehanes è un asteroide della fascia principale. Scoperto nel 1996, presenta un'orbita caratterizzata da un semiasse maggiore pari a 2,7610227 UA e da un'eccentricità di 0,1063563, inclinata di 1,67441° rispetto all'eclittica.